# Нагумановка
Нагума́новка (рос. Нагумановка) — селище у складі Акбулацького району Оренбурзької області, Росія.

## Населення
Населення — 81 особа (2010; 179 у 2002).
Національний склад (станом на 2002 рік):
- казахи — 42 %